# Hypogastrura unguiculata
Hypogastrura unguiculata är en urinsektsart som beskrevs av Tridib Ranjan Mitra 1966. Hypogastrura unguiculata ingår i släktet Hypogastrura och familjen Hypogastruridae. Inga underarter finns listade i Catalogue of Life.